# Шаяхметов, Наиль Ахатович
Наи́ль Аха́тович Шаяхме́тов (род. 26 октября 1970 года, Нефтекамск, Башкирская АССР, РСФСР, СССР) — российский хоккеист.

## Биография
Воспитанник уфимской хоккейной школы. Игровую карьеру начал в 1987 году в клубах второго—третьего дивизионов советского и российского хоккея: сначала в местном «Авангарде», затем в нефтекамском «Торпедо», серовском «Металлурге», вновь в нефтекамском клубе, получившем название «Торос», и в кирово-чепецкой «Олимпии».
В 1996 году вошёл в состав выступавшего в Суперлиге открытого чемпионата России уфимского «Салавата Юлаева», за который сыграл 178 матчей, забросил 29 шайб и 45 раз выступил ассистентом при поражении ворот противника.
В 2001 году перешёл в альметьевский «Нефтяник», а в сезоне 2004/2005 завершил игровую карьеру в челябинском «Мечеле» (обе команды выступали в Высшей лиге чемпионата России).
С 2008 года является тренером СДЮСШОР «Салават Юлаев».